# Arthur Helps

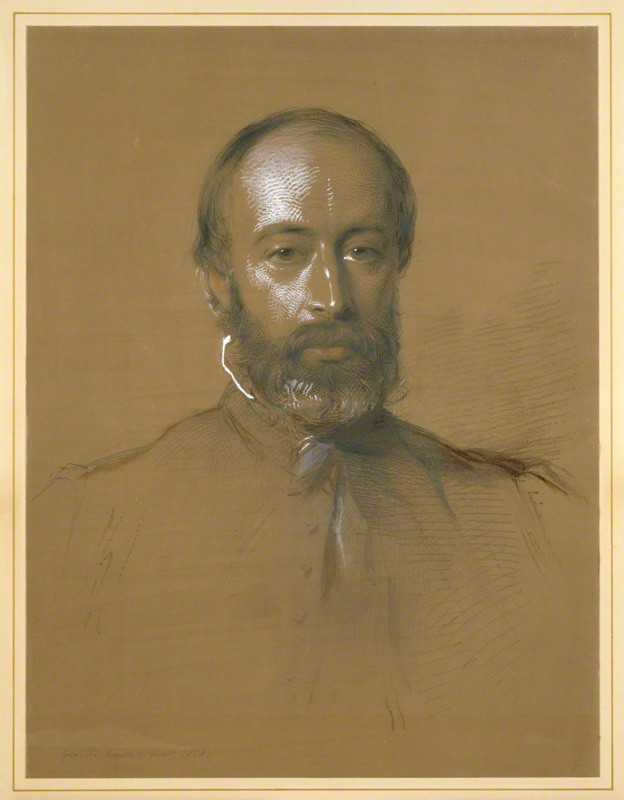
Arthur Helps, 1858

Sir Arthur Helps KCB (* 10. Juli 1813 in Streatham; † 7. März 1875 in London) war ein englischer Schriftsteller.

## Leben
Helps studierte an der Universität Cambridge, war dann Privatsekretär des damaligen Schatzkanzlers Thomas Spring Rice, später des George Howard während dessen Wirksamkeit als Chief Secretary for Ireland, trat 1859 als Sekretär des Privy Council an die Stelle von William Bathurst. 1871 wurde er zum Companion und 1872 zum Knight Commander des Order of the Bath erhoben. Er starb am 7. März 1875 in London.

## Werke
- Essays, written in the intervals of business, 1841
- The claims of labour, 1847
- Companions of my solitude, 1850
- The conquerors of the new world and their bondsmen, 1852, 2 Bde.
- Friends in council, 1854, 2 Bde.; neue Folge 1857
- The Spanish conquest in America, 1855–61, 4 Bde.
- Organisation in daily life, 1862
- The life of Las Casas, 1868;
- The life of Pizarro, 1869;
- Realmah, 1869, 2 Bde.;
- Brevia: short essays and aphorisms 2. Ausg. 1871
- Conversations on war and general culture, 1871
- Thoughts upon government, 1871
- The life of Hernando Cortes and the conquest of Mexico, 1871, 2 Bde.
- Talk about animals and their masters, 1873
- Life and labours of Thomas Brassey, 5. Aufl. 1876
- Social pressure, 1875
- Oulita the serf, 1858, 2. Ausg. 1873
- Ivan de Biron, or the Russian court, 1874